# Ramal G3 del Ferrocarril Belgrano
El Ramal G3 del Ferrocarril General Belgrano fue un trayecto ferroviario de Argentina, cuya extensión de 93 km unía las ciudades de González Catán y La Plata, dentro de la Provincia de Buenos Aires. Se encuentra en estado de abandono en su totalidad y no posee servicios de ningún tipo.

## Ubicación
Se hallaba enteramente en la provincia de Buenos Aires, atravesando los partidos de La Matanza, Ezeiza, Presidente Perón, San Vicente, Florencio Varela, La Plata y Berisso.

## Historia
El ramal fue construido por la Compañía General de Ferrocarriles en la Provincia de Buenos Aires en 1911, abriéndose a los servicios el 7 de diciembre de ese mismo año.
Con la nacionalización de 1948, pasó a formar parte del Ferrocarril General Belgrano. Como este ramal corría paralelo y a corta distancia del Ferrocarril Provincial cerca de la ciudad de La Plata por varios kilómetros, se decidió retirar del servicio las estaciones Esquina Negra y Kilómetro 88 y unir el ramal con el provincial en la localidad de Ángel Etcheverry para lograr el acceso a la capital bonaerense. La estructura más importante aún en pie del tramo clausurado es el Puente de Fierro, que es un puente metálico sobre el Ramal ferroviario La Plata-Lezama.
En 1968 se suspendió el servicio para pasajeros, pero siguieron circulando trenes hasta marzo de 1993, cuando se suspendieron los servicios de cargas, por lo que a partir de ese momento dejaron de circular trenes por este ramal.
Con motivo del ensanche de la Avenida Hipólito Yrigoyen, una importante arteria del sur del Gran Buenos Aires, se retiró el puente del ramal ferroviario sobre esta avenida en la localidad de Guernica a mediados de la década de 1990.
En esa misma época el concesionario del Ferrocarril Belgrano Sur, la empresa Metropolitano, retiró el cambio de vía que se encontraba cercano a la estación González Catán, aislando este ramal del resto de la red ferroviaria.
En 2013 se construyó un puente vehicular junto al puente de este ramal ferroviario sobre la ruta provincial 205 y las vías del Ferrocarril Roca en Ezeiza. Durante las obras se demolieron los terraplenes de acceso al puente ferroviario, pero el puente permaneció intacto.
Actualmente, desde la Estación González Catán hasta pasando el cruce con el Ferrocarril General Roca y hacia la Avenida 41, el trazado se encuentra levantado, tapado e intrusado casi en su totalidad. La única parte del ramal que se conserva es en cercanías de la Estación Buchanan, entre la parada de maniobras de Avenida 41 y el cruce con la Autovía 2.

## Estaciones
Desde 1911 a 1948: González Catán, Canning, Villa Numancia, Buchanan, Esquina Negra, Kilómetro 88 y La Plata G.
Desde 1948 a 1993: González Catán, Canning, Villa Numancia, Buchanan, Angel Etcheverry y La Plata P.

## Actualidad
A fines de febrero de 2021, una asociación creada para la recuperación y preservación del Ramal G3 a cargo de Rodríguez Thomas Cammarata Javier y Miranda José inició relevamientos en la traza del ferrocarril.
En marzo de 2021, la mencionada asociación prevé iniciar algunas gestiones para su reconstrucción.
 Archivado el 30 de julio de 2021 en Wayback Machine.

## Imágenes

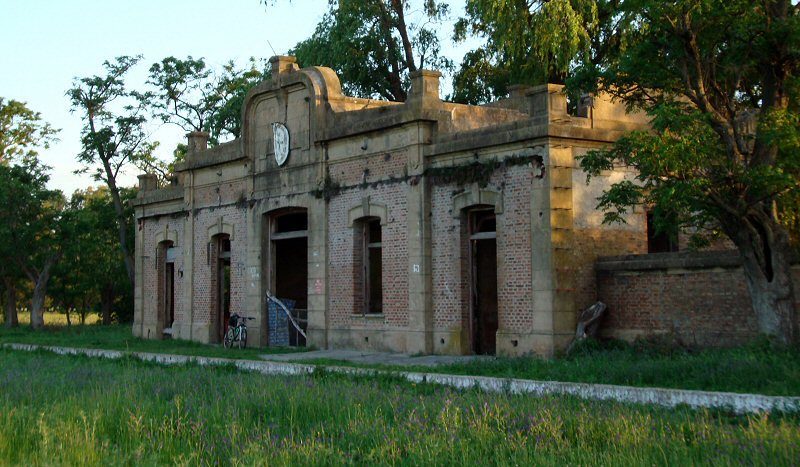
Buchanan
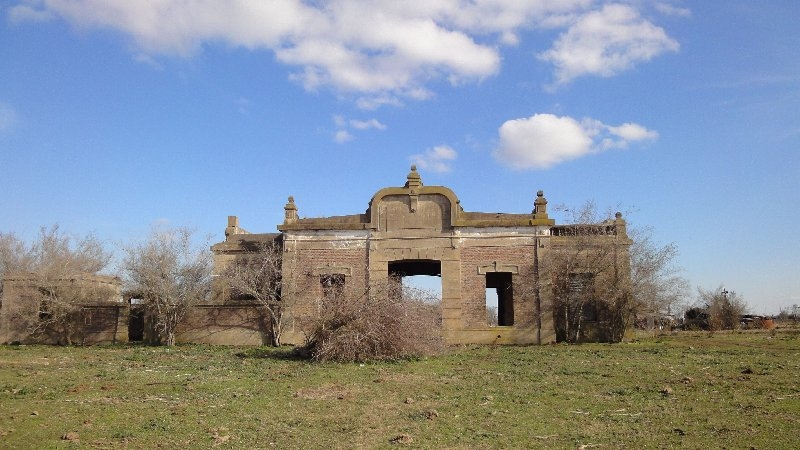
Esquina Negra
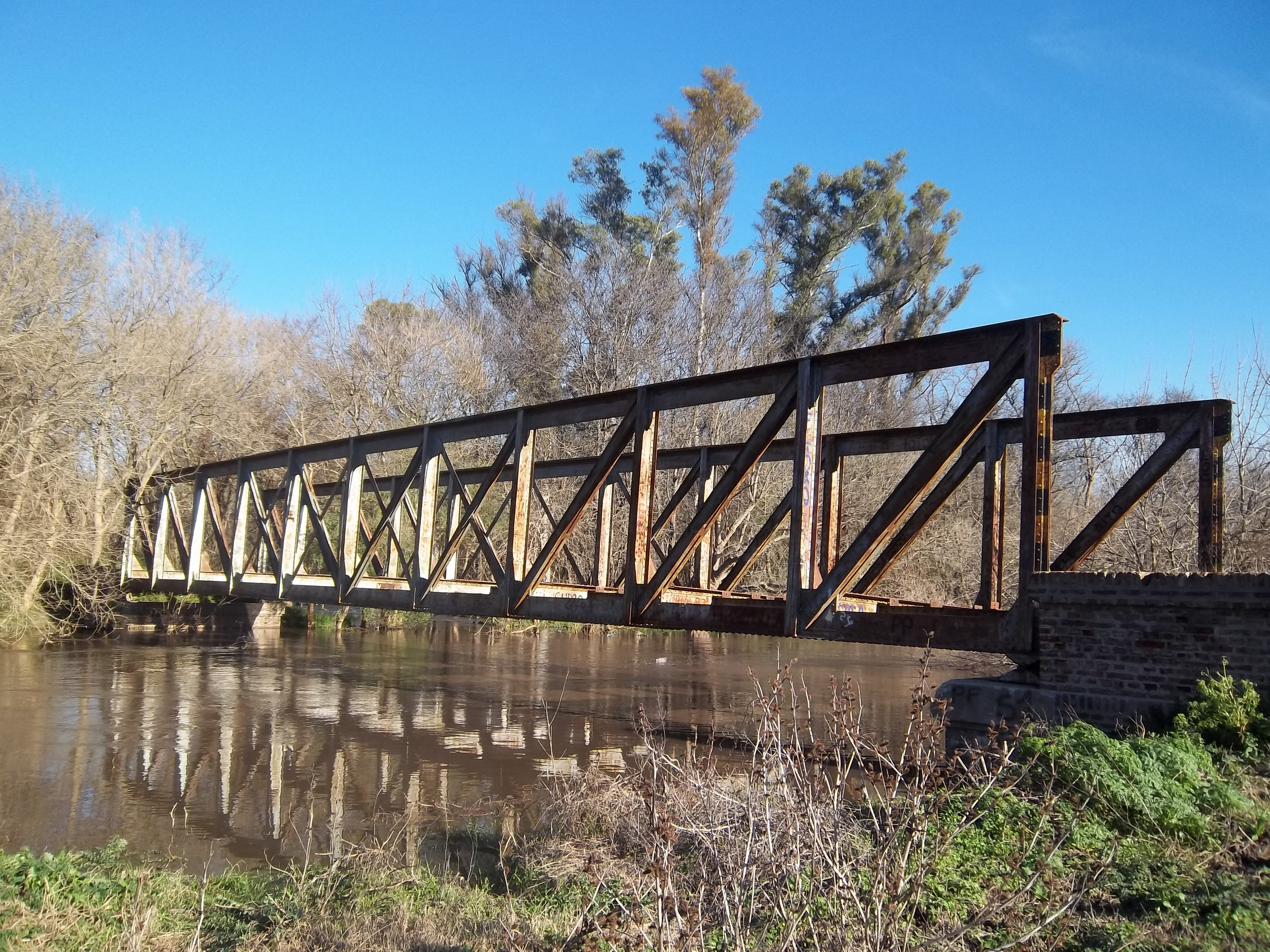
Puente sobre el Río Matanza
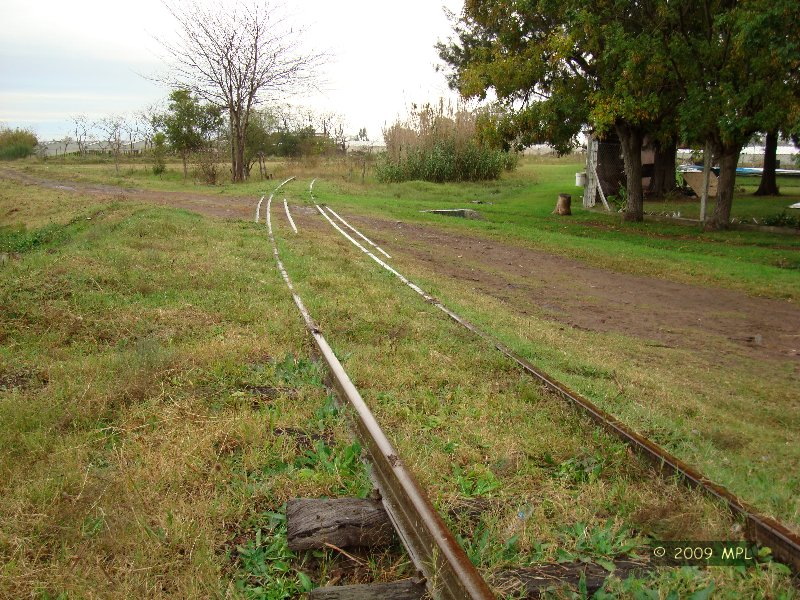
Empalme Etcheverry